# اسندون، ویکتوریا
اسندون (به انگلیسی: Essendon) یک منطقهٔ مسکونی در استرالیا است که در City of Moonee Valley واقع شده‌است.